# Hoymille
 Hoymille  (en neerlandés Hooimille) es una población y comuna francesa, en la región de Norte-Paso de Calais, departamento de Norte, en el distrito de Dunkerque y cantón de Bergues.

## Demografía
| 385 | 545 | 2042 | 3142 | 3256 | 3097 |
| Para los censos de 1962 a 1999 la población legal corresponde a la población sin duplicidades (Fuente: INSEE [Consultar]) |     |      |      |      |      |